# Kísérleti gyilkosság
A Kísérleti gyilkosság (eredeti cím: Murder by Numbers)  2002-ben bemutatott amerikai bűnügyi filmthriller Barbet Schroeder rendezésében. A történet a Leopold és Loeb ügy laza feldolgozása. A főbb szerepekben Sandra Bullock, Ben Chaplin, Ryan Gosling és Michael Pitt látható.

## Cselekmény
Richard Haywood népszerű kaliforniai középiskolás fiú. Összeáll egy osztálytársával, Justin „Bonaparte” Pendletonnal, aki rendkívül jártas igazságügyi kérdésekben. Együtt kezdik el megtervezni a tökéletes gyilkosságot. 
Nemsokára fiatal lány holtteste kerül elő az erdőből. Az esethez Cassie Mayweather nyomozót rendelik ki, aki régebben maga is egy erőszakos bűncselekmény áldozata volt. Új partnere egy kezdő rendőr, Sam Kennedy.

## Szereplők
| Szerep                                   | Színész        | Magyar hang    |
| ---------------------------------------- | -------------- | -------------- |
| Cassie Mayweather / Jessica Marie Hudson | Sandra Bullock | Für Anikó      |
| Sam Kennedy                              | Ben Chaplin    | Fazekas István |
| Richard Haywood                          | Ryan Gosling   | Csőre Gábor    |
| Justin „Bonaparte” Pendleton             | Michael Pitt   | Fekete Zoltán  |
| Lisa Mills                               | Agnes Bruckner | Vadász Bea     |
| Ray Feathers                             | Chris Penn     | Besenczi Árpád |
| Rod Cody                                 | R. D. Call     | Konrád Antal   |
| Al Swanson                               | Tom Verica     | Széles László  |